# Dörneberg und Wünne bei Viesebeck
Dörneberg und Wünne bei Viesebeck este o arie protejată (arie specială de conservare — SAC, sit de importanță comunitară — SCI) din Germania întinsă pe o suprafață de 37,38 ha, integral pe uscat.

## Localizare
Centrul sitului Dörneberg und Wünne bei Viesebeck este situat la coordonatele 51°20′51″N 9°08′39″E / 51.3475°N 9.1442°E.

## Înființare
Situl Dörneberg und Wünne bei Viesebeck a fost declarat sit de importanță comunitară în noiembrie 2004 pentru a proteja 1 specie de animale. Situl a fost protejat și ca arie specială de conservare în martie 2008.

## Biodiversitate
Situată în ecoregiunea continentală, aria protejată conține 5 habitate naturale: Formațiuni de Juniperus communis pe lande sau pajiști calcaroase, Pajiști carstice calcaroase sau bazofile, de Alysso-Sedion albi, Pajiști uscate seminaturale și facies de acoperire cu tufișuri pe substraturi calcaroase (Festuco-Brometalia) (* situri importante pentru orhidee), Fânețe de joasă altitudine (Alopecurus pratensis, Sanguisorba officinalis), Păduri de fag din Europa Centrală dezvoltate pe sol calcaros cu Cephalanthero-Fagion.
La baza desemnării sitului se află o specie protejată de  păsări: sfrâncioc roșiatic (Lanius collurio).
Pe lângă speciile protejate, pe teritoriul sitului au mai fost identificate 16 specii de plante, 7 specii de nevertebrate, 1 specie de reptile.